# Litija
Litija (izgovarjava [liˈtiːja] (); nemško Littai) je mesto s 6700 prebivalci v osrednji Sloveniji. Je sedež litijske občine. Leži približno na polovici poti med Ljubljano in Zidanim Mostom in le 2 kilometra od sedeža sosednje Občine Šmartno pri Litiji.
Litija leži v kotlini, ki jo obdajajo vzpetine Veliki Vrh, Svibno, Sitarjevec, Širmanski hrib in druge. Skozi mesto teče reka Sava, ki ga deli na levi in desni breg. Na levem bregu ležijo litijska naselja Stavbe, Gradec, Praprošče, Dobrava, na desnem bregu pa so Valvazorjev trg, Center, Rozmanov trg, Ježa, Grbina, Zagorica, Podkraj, Podsitarjevec, Podšentjur ... Na levem bregu mesta stoji Predilnica Litija iz leta 1886, eden prvih večjih industrijskih obratov, ki so nastali v Litiji po izgradnji Južne železnice.
V Litiji se je leta 1918 rodil animator lutk, igralec in režiser v lutkovnem gledališču Nace Simončič, pa tudi jezikoslovec in akademik France Bezlaj. V mestu je sedež Izobraževalnega centra GEOSS.

## Ime mesta v zgodovini
Litija je v pisnih dokumentih omenjena leta 1256 kot apud Litigiam in apud Lvtyam, ter v naslednjih letih kot:
- Lutya (1363)
- Littai (1431)
- Luttey (1444)
- propre Lutiam (1480)

Srednjeveški prevodi nakazujejo, da je bilo izvirno ime *Ljutija, izpeljano iz *Ľutoviďa (vьsь) (dobesedno »Ľutovidъ'ova vas«). Predlogi, da je -ija pripona, ali pa da je ime izpeljano iz nemščine, Lutte »(rudarska) zračilna cev«, so manj verjetni. Med psevdoetimologije spada Valvasorjev predlog, da se je ime razvilo iz litus, latinske besede za »rečni breg«.
V nemščini, uradno do leta 1918, je bilo mesto uradno znano kot Littai.

## Galerija
- Središče mesta (2021)
- Cerkev sv. Nikolaja
- Farbarjev turn